# مهندسی واکنش‌های شیمیایی
مهندسی واکنش های شیمیایی(به انگلیسی: Chemical reaction engineering) عبارت است از شناخت واکنش های شیمیایی و به کارگیری علوم دیگر در جهت طراحی و بهینه سازی راکتورهای شیمیایی برای مصارف گوناگون.این علم از شاخه های مهم مهندسی شیمی بوده و در سطوح مختلف دانشگاهی مورد بررسی و مطالعه قرار می گیرد.